# Günter Fürhoff
Günter Fürhoff (Essen, 6 de octubre de 1947-Wurzburgo, 25 de enero de 2016) fue un futbolista alemán que jugaba en la demarcación de centrocampista.

## Biografía
Aunque formaba parte del equipo desde 1968, no debutó como futbolista en 1968 con el Rot-Weiss Essen a manos del entrenador Herbert Burdenski hasta el 16 de agosto de 1969 en un partido de la Bundesliga contra el FC Bayern de Múnich. Jugó en el club durante diez temporadas —6 en la Bundesliga y 4 en la Regionalliga West—. Su único título como futbolista lo consiguió en la temporada 1972/1973 cuando ganó la Regionalliga West. Su mejor logro con el club en primera división fue un octavo lugar conseguido en la temporada 1975/1976. En 1978 se fue traspasado al FV 04 Würzburg de la 2. Bundesliga. Jugó en el equipo durante dos años, retirándose finalmente como futbolista en 1980.
Falleció el 25 de enero de 2016 en Wurzburgo a los 68 años tras sufrir un cáncer de pulmón.

## Clubes
| Club            | País     | Año         | Partidos | Goles |
| --------------- | -------- | ----------- | -------- | ----- |
| Rot-Weiss Essen | Alemania | 1968 - 1978 | 193      | 23    |
| FV 04 Würzburg  | Alemania | 1978 - 1980 | 69       | 9     |

## Palmarés

### Campeonatos nacionales
| Título            | Club            | País     | Año  |
| ----------------- | --------------- | -------- | ---- |
| Regionalliga West | Rot-Weiss Essen | Alemania | 1973 |